# Klipka rudoskvrnná
Klipka rudoskvrnná (Chaetodon paucifasciatus) je druh malé útesové ryby z čeledi klipkovitých. Jejím domovem je Rudé moře, Adenský záliv, ale byla hlášena taky z pobřeží Východní Afriky. Dorůstá do délky okolo 14 cm, je bílá s černými pruhy a s červeným zbarvením u zadní ploutve.
Tento druh je vejcorodý a během období rozmnožování žije v monogamii. Nejčastěji se vyskytuje v párech nebo malých hejnech u korálových útesů. Živí se korálovými polypy a malými korýši.